# ルリクワガタ属
ルリクワガタ属 Platycerus は昆虫綱甲虫目クワガタムシ科に属する比較的古いタイプの分類群のひとつ。日本を含む東アジアやヨーロッパ、北アメリカなどの冷涼な温帯地方に生息する。
体長は1cm程度、雄の大顎も大きく発達せず、決して目立った属ではないが、青、緑、黄色など色彩変異に富んだ瑠璃色に輝くことから、熱心な収集家も多い。
他のクワガタムシとは違い、春から初夏にかけて、標高の高いブナ帯に現れる。採集方法はこの属はブナの新芽を傷つけて吸汁することが知られているため春に新芽を見て回ることや冬に立ち枯れや倒木などの材を材割りして蛹室内で越冬中の成虫を採集することが多い。成虫が小型で寿命が短いこと、気温の高い都市部では温度管理は必須であることなどから1990年代以降のクワガタ飼育ブームでも注目されることはなかった。

## 種類

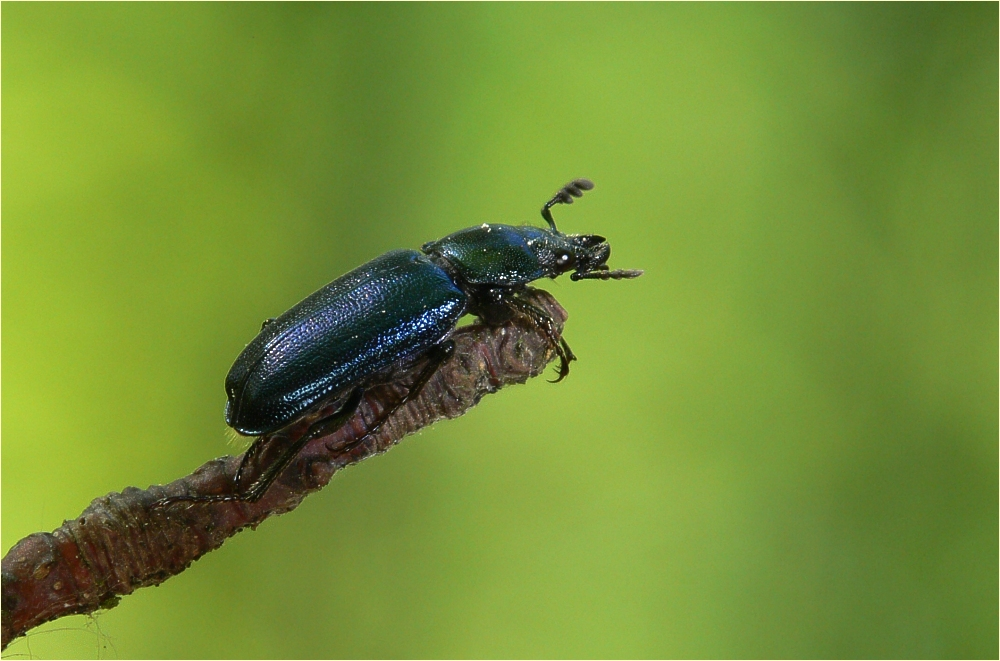
ヨーロッパルリクワガタ

世界で30種程が記載されている。もともと小さい上に、微妙な色合い、発達の悪い大顎の形状や前胸背板の形、交尾器の形態などによって見分けるため、慣れなければ非常に難しいし、確実な同定には双眼顕微鏡が必要となる。また、雌雄の判別も難しく、高山に住んでいる事も本種の生態の解明を阻んでいる。

### 日本
4種が生息する。
- ルリクワガタ Platycerus delicatulus  Lewis, 1883
国産ルリクワガタ属最大種で体長は13mm前後。オスは緑、メスは赤銅色、青、黒とヴァリエーションがある。ホソツヤルリクワガタに似るが光沢は相対的に弱い。前胸後縁左右両端は尖らず丸く、オスの大顎外縁基部は切れ込まない。幼虫の食樹となる朽木は柔らかいが比較的水分の少ない、直径の太い立ち枯れ、倒木である。近縁種のコルリクワガタとは違い、ブナ新芽への飛来の記録は稀。山口県や福岡県で準絶滅危惧種に指定されている。
  - 基亜種 Platycerus delicatulus delicatulus - 本州・四国・九州に生息する。
  - ウンゼンルリクワガタ Platycerus delicatulus unzendakensis  Fujita et Ichikawa, 1982 - 長崎県の雲仙岳、長崎県から佐賀県にまたがる多良岳に生息する。オスは青い。

- コルリクワガタ Platycerus acuticollis  Y. Kurosawa, 1969

日本国内で最も個体数が多いルリクワガタ属。前胸後縁左右両端が尖っている。幼虫は林床、地面に埋もれ掛けた水分の多い朽木に棲む。成虫は春期にブナ等の新芽に盛んに飛来する。
- 地域ごとに多くの亜種があるが、種単位でさえ判別が難しいため、亜種を判別するのは更に難しい。
  - 基亜種 Platycerus acuticollis acuticolis - 東北地方から信越地方に生息する。
  - トウカイコルリクワガタ Platycerus acuticollis takakuwai  Fujita, 1987 - 東海地方に生息する。
  - キンキコルリクワガタ Platycerus acuticollis akitai  Fujita, 1987 - 中部地方以西の本州に生息する。
  - ミナミコルリクワガタ Platycerus acuticollis namedai  Fujita, 1987 - 四国・九州に生息する。

- ニセコルリクワガタ Platycerus sugitai  Okuda et Fujita, 1987 - 紀伊半島・四国・九州に生息する。標高の高いところに生息し、他種とすみ分けをする。

- ホソツヤルリクワガタ Platycerus kawadai  Fujita et Ichikawa, 1982 - 和名検討中に「ニセルリクワガタ」という名が候補に挙がったほどルリクワガタに似るが、青みと光沢がより強い。また、オスの大顎外縁基部が切れ込む。幼虫が比較的水分の少ない朽木に棲むのもルリクワガタと同様だが、本種は太さが人の腕ほどしかない細めの朽ち枝に多い傾向にある。関東地方から中部地方に生息する。♂は緑または青、♀は緑色でルリクワガタ属のなかでも美麗。

#### 最近の知見
2007年11月、井村有希は雌雄の交尾器、特に雄交尾器の内袋を完全に反転膨隆させて形質を比較することで、日本鞘翅学会の英文誌"Elytra"に日本産ルリクワガタ属の分類を再検討する論文2報を発表した

。これらの論文でタカネルリクワガタ Platycerus sue Imura が新種記載されるとともに、従来、ニセコルリクワガタ　Platycerus sugitai（基産地四国）の紀伊半島に産する群とされた個体群がキイルリクワガタ Platycerus akitaorum、九州に産する群とされた個体群がキュウシュウルリクワガタ Platycerus urushiyamai  と種に格上げされ新たに新種記載、Platycerus sugitai の和名はシコクルリクワガタとあらためられた。
タカネルリクワガタを含めた上記４種は、外形的にはよく似ているが、井村によると雌雄生殖器の形態が大きく異なり既知種との判別は容易であるとされている。
またここで新種タカネルリクワガタ Platycerus sue Imuraについては、生息地が四国の石鎚山の一部であり、産地名の公表が採集者の殺到と乱獲を招きかねないため、分布範囲、生息環境、生態等に関するより詳細な知見が明らかになり、かつ保全対策に対する目処が立つまで、産地名の公表は差し控えたいとしており、詳細な原記載産地が公表されない形で新種記載が行われるという異例の事態となった(のち記載者らにより公表された)。
また、ルリクワガタ Platycerus delicatulus については、1969年のコルリクワガタの記載以前はルリクワガタ属の各種が「ルリクワガタ」と称されていたことなどから、混乱を避けるため、種としての和名を「オオルリクワガタ」と変更することが提案されている。
これら井村に従えば、日本産のPlatycerus属は次の7種となる。
- オオルリクワガタ Platycerus delicatulus  Lewis, 1883  [ルリクワガタの和名改称]
  - 基亜種 Platycerus delicatulus delicatulus - 本州・四国・九州に生息する。
  - ウンゼンルリクワガタ Platycerus delicatulus unzendakensis  Fujita et Ichikawa, 1982 - 長崎県の雲仙岳、長崎県から佐賀県にまたがる多良岳に生息する。オスは青い。

- ホソツヤルリクワガタ Platycerus kawadai  Fujita et Ichikawa, 1982 - 関東地方から中部地方に生息する。♂は緑または青、♀は緑色でルリクワガタ属のなかでも美麗。

- コルリクワガタ Platycerus acuticollis  Y. Kurosawa, 1969 - 地域ごとに多くの亜種があるが、種単位でさえ判別が難しいため、亜種を判別するのは更に難しい。
  - 基亜種 Platycerus acuticollis acuticolis - 東北地方から信越地方に生息する。
  - トウカイコルリクワガタ Platycerus acuticollis takakuwai  Fujita, 1987 - 関東地方に生息する。
  - キンキコルリクワガタ Platycerus acuticollis akitai  Fujita, 1987 - 中部地方以西の本州に生息する。
  - ミナミコルリクワガタ Platycerus acuticollis namedai  Fujita, 1987 - 四国・九州に生息する。

- シコクルリクワガタ Platycerus sugitai  Okuda et Fujita, 1987 - 四国に生息する。[ニセコルリクワガタの原記載産地個体群である四国産個体群:和名改称]

- キイルリクワガタ Platycerus akitaorum  Imura, 2007 - 紀伊半島に生息する。[ニセコルリクワガタの紀伊半島産個体群とされていたものを新種記載]

- キュウシュウルリクワガタ Platycerus urushiyamai  Imura, 2007 - 九州に生息する。[ニセコルリクワガタの九州産個体群とされていたものを新種記載]

- タカネルリクワガタ Platycerus sue  Imura, 2007 - 四国石鎚山に生息する。体長9、8mm～12、1mm。2007年に[新種記載]され2008年3月26日から2011年3月25日まで絶滅のおそれのある野生動植物の種の保存に関する法律による緊急指定種に指定されていたがこの間産地を公表しなかったため新しい産地で本種を採集しても違法になる可能性があると批判もあった(後に記載者らにより産地は公表された)。

※なお日本鞘翅学会などの調査で生態的特性の近いコルリクワガタと比較しても生息密度が高いことや生息地は国定公園や森林生態系保護地域などにより保護されていることや生息地が急峻な斜面であるため人工構造物を設置することや捕獲は難しいなどの理由で絶滅のおそれのある野生動植物の種の保存に関する法律による国内希少野生動植物種への指定は後に見送られることになる。

### 中国
最近新種の記載が多く、現在10種余りが知られている。
- テツイロコルリクワガタ Platycerus tabanai
陝西省に生息する。銅色だが光沢はない。

- キタワキルリクワガタ Platycerus kitawakii
大巴山に生息する。

- ルゴススコルリクワガタ Platycerus rugosus
大巴山に生息する。前種とは、艶がないことで区別できる。

### 朝鮮半島
現在1種余りが知られている。
- Platycerus hongwonpyoi
9亜種を含むが、朝鮮半島には2亜種が生息する。
  - Platycerus hongwonpyoi hongwonpyoi

原名亜種。全地域の高山地帯に生息する。
  - Platycerus hongwonpyoi merkli

北朝鮮の高山地帯に生息する。

### ヨーロッパ

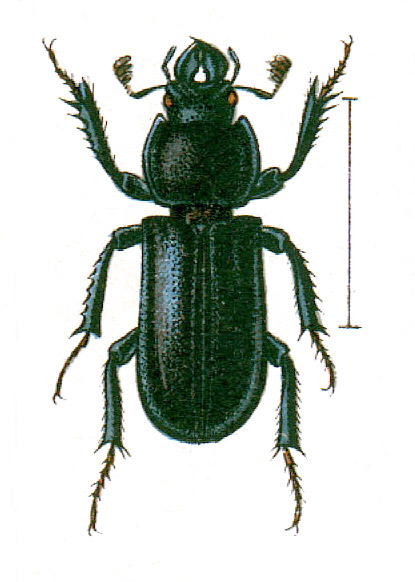
ヨーロッパルリクワガタ Platycerus caraboides caraboides

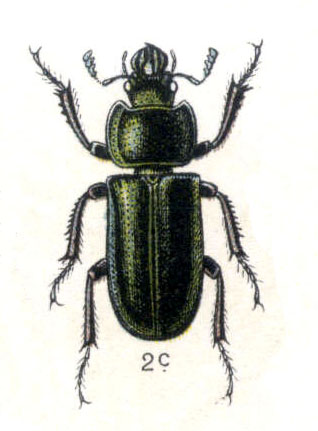
ヨーロッパルリクワガタの緑銅タイプ

種や亜種の整理がされておらず、いくつか形態などの点で異質な個体群が確認されているものの、ヨーロッパルリクワガタの亜種なのか独立種なのかもはっきりとしていない。これからの研究が期待される。
中国産に極めて近い種類が多いとされている。
- ヨーロッパルリクワガタ Platycerus caraboides
ヨーロッパとその周辺に広く分布する本属の基準種。大顎は小さく、全体的に青味がかる個体が多い。
  - 原名亜種 P.c.caraboides - 地中海の周り、ヨーロッパ・北アフリカ・中東などに生息する。
  - P.c.caerulisus - 湖西省に生息する。

- カプレアルリクワガタ Platycerus caprea
P.caraboidesによく似るが、より大型になり形態に若干の違いがある。分布は前種と重なる部分が多いが、地域により住み分けていると思われる。

- トゲアシルリクワガタ　Platycerus spinifer
イベリア半島に分布する。名前通り、脛節の棘が他種よりも目立つ。また、大腮は基部が外側に張り出す。黒っぽい個体が多い。

- コーカサスルリクワガタ　Platycerus caucasicus
コーカサス地方特産。大型個体はオレゴンルリクワガタに似た細長い大腮を持つ。体色は青～青紫で、光沢がやや強い。

- プリミゲニウスルリクワガタ　Platycerus primigeius
前種と同じくコーカサス地方に分布する。体色は緑がかり、特に前胸背板の光沢が強い。

### 北アメリカ
北アメリカにはルリクワガタ属の他に、後述するニセルリクワガタ属と、ムカシルリクワガタ属の3属が分布している。
- オレゴンルリクワガタ Platycerus oregonensis
オレゴン州などの西部に生息する。

- ビレスケンスルリクワガタ Platycerus virscens
東部に生息する。

## 近縁な属
ルリクワガタ属以外にも、「ルリクワガタ」とつく属がいくつか存在し、それらはルリクワガタ属ほど金属光沢がない。ムカシルリクワガタ属（Platyceropsis）と、ニセルリクワガタ属（Platyceroides）の2属に分かれている。
このうち、ムカシルリクワガタも、ニセルリクワガタも、あまりルリクワガタのスマートな形状に似ておらず、ズングリして、地味な色彩の姿はルリクワガタというよりは、ゴミムシダマシ類や、マグソクワガタ類に似ており、化石などで見つかる原始的なクワガタムシにも形状が似ている。
ニセルリクワガタ属
- オパクスニセルリクワガタ　Platyceroides　opacus
カリフォルニア州に生息している。

- ラティコリスニセルリクワガタ　Platyceroides　laticollis
オレゴン州に生息している。

ムカシルリクワガタ属
- ムカシルリクワガタ　Platyceropsis　kenni
北アメリカ西部や、クイーンシャルロッテ島に生息。